# Chijic
Chijic – wieś w Rumunii, w okręgu Bihor, w gminie Copăcel. W 2011 roku liczyła 319 mieszkańców.